# Sơn Thủy, Sơn Hà
Sơn Thủy là một xã thuộc huyện Sơn Hà, tỉnh Quảng Ngãi, Việt Nam.
Xã Sơn Thủy có diện tích 42,57 km², dân số năm 1999 là 3925 người, mật độ dân số đạt 92 người/km².